# (1111) Reinmuthia
(1111) Reinmuthia est un astéroïde de la ceinture principale, découvert le 11 février 1927 par l'astronome allemand Karl Wilhelm Reinmuth depuis l'observatoire du Königstuhl.
Sa désignation provisoire était 1927 CO.
Il est nommé en l'honneur de Karl Wilhelm Reinmuth qui, outre cet astéroïde-ci, en découvrit presque 400 .